# Marc Herenni (decurió)
Marc Herenni (en llatí Marcus Herennius) va ser un militar romà del segle i aC. Formava part de la gens Herènnia.
Era decurió a Pompeia sobre l'any 63 aC, poc abans de la conspiració de Catilina. Els decurions eren l'equivalent dels modern regidors i no seria famós si no fos pel fet excepcional que va morir per causa d'un llamp que li va caure al damunt en un dia de cel sense núvols. Aquest fet va ser considerat un prodigi pels àugurs i un indici dels temps de traïcions que li esperaven a Roma.